# NGC 1119
NGC 1119 (również PGC 10607) – galaktyka soczewkowata (SB0), znajdująca się w gwiazdozbiorze Erydanu. Odkrył ją 17 października 1885 roku Francis Leavenworth.